# Castellania di Lilla
La castellania di Lilla era, nel medioevo, la divisione amministrativa intorno alla città di Lilla nella contea di Fiandra.
La castellania aveva come capoluogo la Salle de Lille (o Castello di Lilla), sede della corte feudale del conte. Vi era insediato un castellano, che teneva in feudo la Salle de Lille, il suo stato, titolo e ufficio con le terre, le rendite e i diritti connessi.

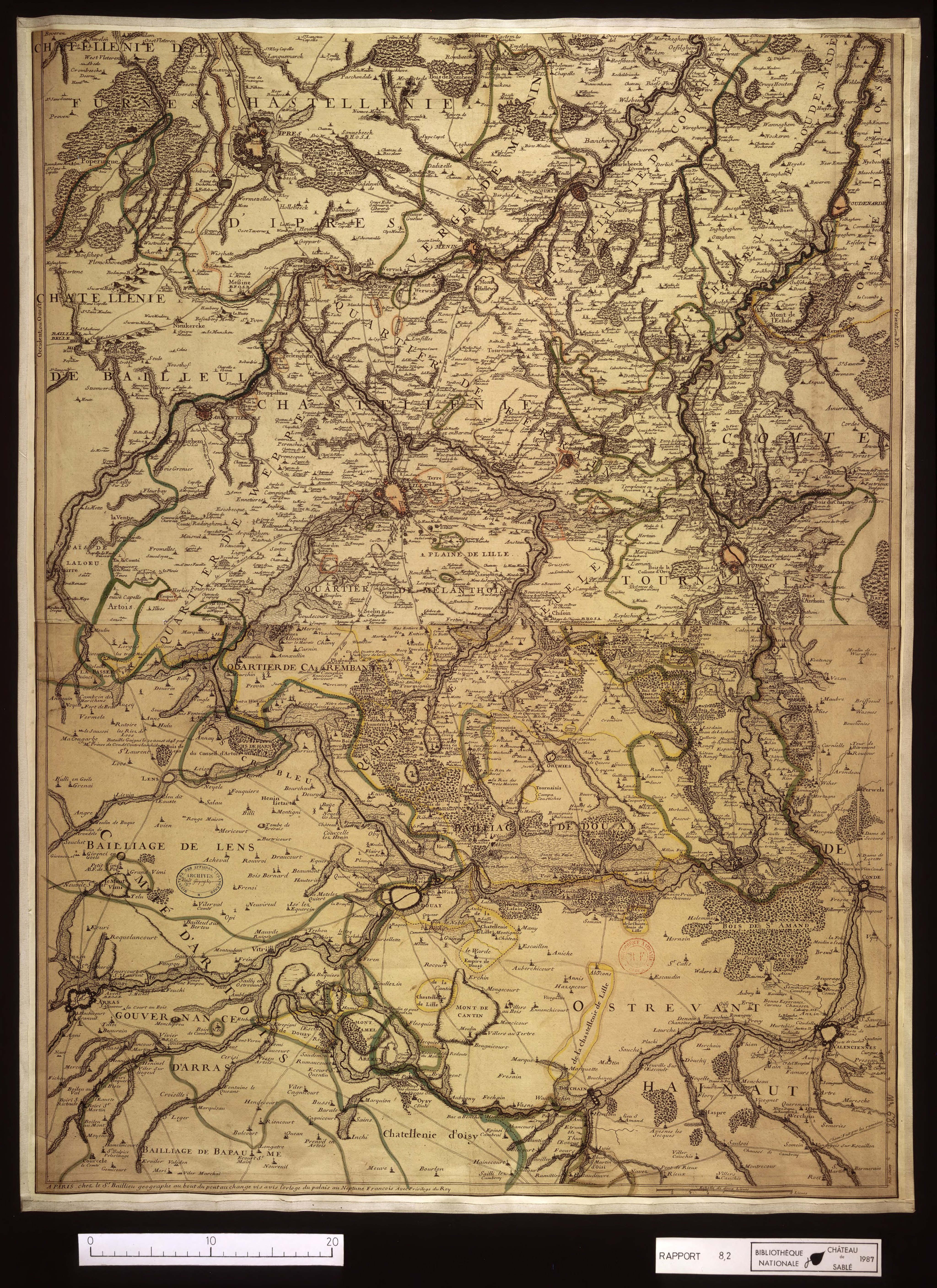
La castellania di Lilla, carta tracciata nel 1707

La castellania di Lilla viene citata per la prima volta nel 1309. Essa si divideva in sette "quartieri" (quartiers):
- Mélantois (capoluogo: Seclin);
- Carembault (capoluogo: Phalempin);
- Pévèle (capoluogo: Orchies);
- Ferrain (capoluogo: Comines);
- Weppes (capoluogo: Wavrin);
- Outre-Escault;
- Contea.